# Ивашковица (приток Кубены)
Ивашковица — река в России, протекает в Вожегодском районе Вологодской области. Устье реки находится в 203 км по правому берегу реки Кубена. Длина реки составляет 13 км. В 5 км от устья по левому берегу в Ивашковицу впадает Ночница.
Ивашковица берёт исток в километре к юго-западу от села Сосновица, центра сельского поселения Митюковское. Течёт на юго-восток, затем на северо-восток. Река течёт по ненаселённой лесной местности. Единственный крупный приток — Ночница (левый).

## Данные водного реестра
По данным государственного водного реестра России относится к Двинско-Печорскому бассейновому округу, водохозяйственный участок реки — озеро Кубенское и реки Сухона от истока до Кубенского гидроузла, речной подбассейн реки — Сухона. Речной бассейн реки — Северная Двина.
Код объекта в государственном водном реестре — 03020100112103000005542.